# Naissance en 1426
Naissance
- 1422
- 1423
- 1424
- 1425
- 1426
- 1427
- 1428
- 1429
- 1430

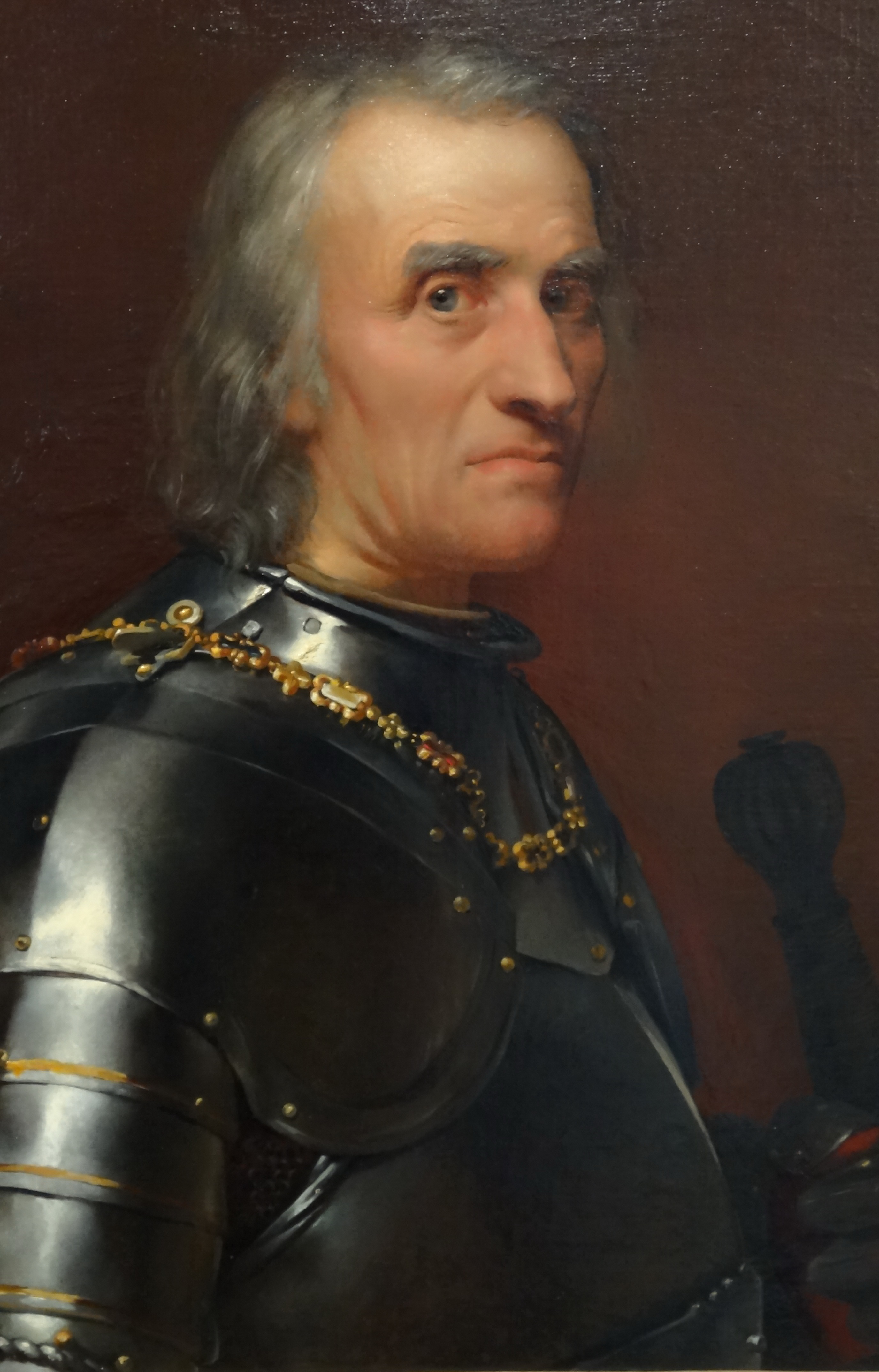
Jean II de Bourbon, né en 1426.

Cette page dresse une liste de personnalités nées au cours de l'année 1426  :
- février : Christian Ier de Danemark, roi de Danemark, de Norvège et de Suède, dans le cadre de l’union de Kalmar.
- 13 juillet : Anne de Beauchamp, 16e comtesse de Warwick.
- 10 août : Boniface III de Montferrat, marquis de Montferrat.
- 19 septembre : Marie de Clèves, princesse et mécène, devenue duchesse d'Orléans.

- Giovanni Arcimboldo, dit le cardinal de Novare ou le cardinal de Milan, cardinal italien.
- Alexandre Cunningham, 1er comte de Glencairn et 1er Lord Kilmaurs.
- Jean II de Bourbon[1], comte de Clermont, duc de Bourbon, comte de Forez, baron de Roannais et prince de Dombes.
- Olivier de La Marche, dignitaire, diplomate, officier-capitaine, poète et chroniqueur de la cour bourguignonne.
- Marguerite Kerdeston, comtesse de Kendal (Candale).
- André de Ribes, chef de routiers (mercenaires).
- Otto III de Schaumbourg, comte régnant de Holstein-Pinneberg.
- Maso Finiguerra, orfèvre et un graveur italien.
- Thomas Fitzgerald, 7e comte de Desmond.
- Senoussi, théologien arabe de l'école acharite.

## Crédit d'auteurs
- Cet article est partiellement ou en totalité issu de l'article intitulé « 1426 » (voir la liste des auteurs).